# Elisabetta al castello di Kenilworth
Elisabetta al castello di Kenilworth és una òpera en tres actes de Gaetano Donizetti, amb llibret d'Andrea Leone Tottola. S'estrenà al Teatro San Carlo de Nàpols el 6 de juliol de 1829. En edicions ulteriors es va abreujar el títol com Il castello di Kenilworth.
El llibret és basat en les obres de teatre Amy Robsart de Victor Hugo i Leicester d'Eugène Scribe que ambdues s'inspiren de la novel·la Kenilworth (1821) de Walter Scott. Amb Lucia di Lammermoor és la segona òpera de Donizetti que s'inspira de l'Escòcia tal com Scott la descriu en les seves novel·les.

## Argument[5]
La reina Elisabet I anuncia que visitarà el castell de Kenilworth del comte de Leicester. El comte n'és un dels favorits, però ara s'ha casat amb Amelia Robsart, de qui està molt enamorat. Tement el disgust de la reina, demana al seu servent Lambourne que organitzi que Amelia s'amagui fins que Elisabet se'n vagi. Amelia és albergada a una petita cel·la del castell per Warney, l'escuder de Leicester. Aleshores intenta seduir-la i li diu que l'hi han posada allà perquè el seu marit ja no l'estima. Amelia rebutja els seus avenços i Warney jura venjar-se.
Amelia escapa de la cel·la i en un jardí secret del castell es troba amb la reina. Entre llàgrimes li explica que tem que el comte Leicester l'ha traït. La reina es troba amb Leicester i Warney, i enutjat, demana explicacions. Warney intenta convèncer la reina que Amelia és la seva dona. La reina es compromet a resoldre el misteri i breument creu la mentida. Leicester, però, revela el seu matrimoni amb Amelia a la reina que s'enfada encara més i l'acomiada.
Warney, encara desitjant venjança, intenta endur-se Amelia de Kenilworth amb la mentida que això seria el desig de Leicester, però fracassa. Ella no vol anar-se'n. Aleshores intenta enverinar-la, però la seva fidel serventa, Fanny, frustra la temptativa d'assassinat. Al final, Elizabeth fa arrestar Warney, perdona Leicester i Amelia i aprova llur matrimoni i tots contents.

## Personatges[5]
- Elisabet I, reina d'Anglaterra (soprano)
- Alberto Dudley, comte di Leicester (tenor)
- Amelia Rosbart, son esposa secreta (soprano)
- Warney, escuder del comte (baritó)
- Lambourne (baix)
- Fanny (mezzosoprano)
- cavalieri, dones, domèstics, guardies, soldats, poble